# Okres Lipno
Okres Lipno (polsky Powiat lipnowski) je okres v polském Kujavsko-pomořském vojvodství. Rozlohu má 1015,6 km² a v roce 2020 zde žilo 65 450 obyvatel. Sídlem správy okresu je město Lipno.
Na území okresu se nachází vesnice Lisek, která tvoří jeho enklávu. Administrativně patří do gminy Fabianki v okrese Wloclawek, ale přímo s ní nesousedí a je zcela obklopena obcemi Łochocin, Grabiny, Popowo, Gnojno a Rachcin.

## Gminy
Městská:
- Lipno

Městsko-vesnické:
- Bobrowniki
- Dobrzyń nad Wisłą
- Kikół
- Skępe

Vesnické:
- Chrostkowo
- Lipno
- Tłuchowo
- Wielgie

## Města
- Bobrowniki
- Dobrzyń nad Wisłą
- Kikół
- Lipno
- Skępe

## Sousední okresy
| Růžice kompasu | Toruň       | Golub-Dobrzyń | Rypin  | Růžice kompasu |
| Růžice kompasu | Aleksandrów | Sever         | Sierpc | Růžice kompasu |
| Růžice kompasu | Aleksandrów | Okres Lipno   | Sierpc | Růžice kompasu |
| Růžice kompasu | Aleksandrów | Jih           | Sierpc | Růžice kompasu |
| Růžice kompasu | Włocławek   | Włocławek     | Płock  | Růžice kompasu |